# Lythrypnus dalli
Espèce
Synonymes
- Gobius dalli Gilbert, 1890
- Microgobius cinctus 
Nichols, 1952

Statut de conservation UICN

 LC  : Préoccupation mineure
Le gobie rouge à rayures bleues ou gobie de catalina (Lythrypnus dalli) est un poisson Gobie du genre Lythrypnus appartenant à la grande famille des Gobiidés. Il est originaire de Californie.

## Description
Le gobie rouge à rayures bleues est appelé ainsi pour son corps rouge avec 2 à 6 bandes bleues verticales qui lui strient le corps: elles partent du museau jusqu'à la partie postérieure de l'abdomen. Sa nageoire dorsale est bipartie et leur bouche est protractile. Il atteint jusqu'à 5 cm de longueur.

## Répartition géographique
On les rencontre dans les eaux du pacifique oriental, dans le golfe de Californie, sur les fonds rocheux, jusqu'à une soixantaine de mètres de profondeur et parfois même au-delà.

## Alimentation
Carnivore. Le gobie rouge à rayures bleues acceptent de nombreuses variétés d'aliments, congelées, vivantes, lyophilisés.

## En aquarium
Lythrypnus dalli doit être maintenu en aquarium marin d'eau refroidie à moins de 22 °C, et surtout pas en aquarium récifal tropical. Il est apprécié pour ses couleurs éclatantes, son comportement particulier et sa facilité de maintenance. Il lui faut un aquarium de 200 litres doté d'un décor rocheux et un substrat sablonneux, il sera maintenu seul ou en couple, mais idéalement en groupe de 6 à 8 poissons.

### Reproduction
Réalisable en aquarium. Il faut installer un couple dans des conditions optimales, c'est-à-dire une température d'environ 15 °C pour l'eau.